# 트라이믹스
트라이믹스(Trimix)는 산소와 헬륨, 질소로 구성된 숨을 쉬기 위한 가스이며 테크니컬 다이빙 기술이 필요한 깊은 잠수나 장시간 잠수 시에 사용된다.